# Jardín Botánico de Keilor
El Jardín Botánico de Keilor (inglés: Keilor Botanic Gardens) es un jardín botánico en "Keilor Park" un suburbio de Melbourne, Victoria, Australia, al noroeste del Yarra River. Tiene una extensión de 10 hectáreas.
El jardín botánico está dedicado a la flora australiana. Está administrado por la ciudad de Brimban como parte del Keilor Park Reserve and Botanic Gardens.
El código de identificación internacional del "Keilor Botanic Gardens" como miembro del "Botanic Gardens Conservation Internacional" (BGCI), así como las siglas de su herbario es KEIL.

## Localización e información

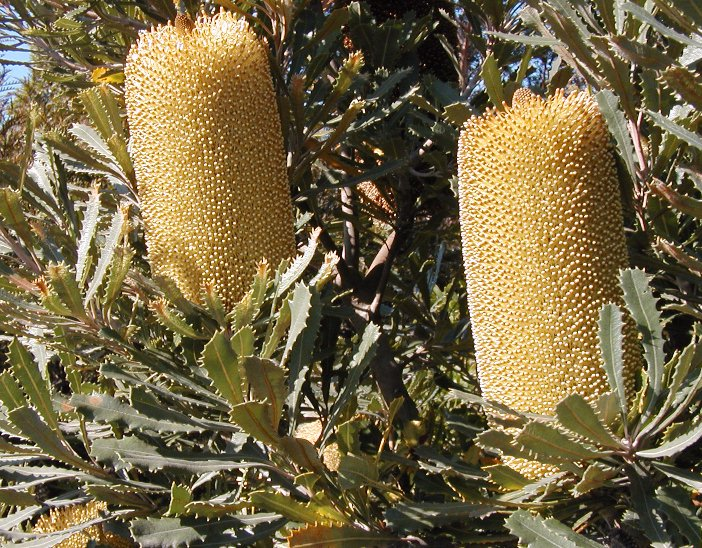
Inflorescencia de Banksia media especie cultivada en el Jardín botánico de Keilor.

Keilor Botanic Gardens City of Keilor, Old Calder Highway, Keilor vic 3036, Melbourne, Australia.
Planos y vistas satelitales.37°42′46.44″S 144°51′26.28″E / -37.7129000, 144.8573000
El jardín botánico está abierto todos los días del año, sin tarifa de entrada.

## Historia
Fue creado en el año 1982 en el Keilor Park Reserve and Botanic Gardens con la intención de preservar e instruir al visitante sobre la flora preponderante de la zona.

## Colecciones
Sus colecciones son plantas de la flora australiana al 100 %.